# Медуно
Медуно (итал. Meduno) — коммуна в Италии, располагается в регионе Фриули-Венеция-Джулия, в провинции Порденоне.
Население составляет 1709 человек (2008 г.), плотность населения составляет 56 чел./км². Занимает площадь 31 км². Почтовый индекс — 33092. Телефонный код — 0427.
Покровительницей коммуны почитается Пресвятая Богородица (Madonna di Meduno), празднование в последнее воскресение сентября.

## Демография
Динамика населения:

## Администрация коммуны
- Официальный сайт: